# Fabien Boyer
Fabien Boyer (Vienne, 12 april 1991) is een Frans voetballer die bij voorkeur als centrale verdediger, maar ook als linksback speelt.

## Clubcarrière
Boyers profcarrière begon bij Jura Sud. Tijdens het seizoen 2011-2012 speelde hij in het tweede elftal van Stade Rennais. In juli 2012 tekende hij een driejarig contract bij Angers SCO. Op 27 juli 2012 debuteerde hij in de Ligue 2, tegen CS Sedan.